# Berta Bindtner
Berta Bindtner (* 20. Juli 1889 in Klein-Mariazell; † 8. Februar 1977 in Wien/Währing) war eine österreichische Grafikerin, Radiererin und Malerin. 
Berta Bindtner wurde als zweite Tochter des Wiener Notars, Schriftstellers und Vorsitzenden der Adalbert Stifter-Gesellschaft Josef Bindtner und dessen Ehefrau Bertha Maria, geborene Weise, geboren.

## Werdegang
Berta Bindtner absolvierte eine Ausbildung an der Höheren Graphischen Lehranstalt in Wien, wo sie später auch unterrichtete. Obwohl sie auch Ölgemälde hervorbrachte, war ihre Spezialität die fein gearbeitete Grafik mit dünner Feder und Tusche. Aus finanziellen Gründen konzentrierte sich Bindtner nach dem Zweiten Weltkrieg auf Gebrauchsgrafik, die sich gut verkaufte. 
Ihre Werke finden sich unter anderem in der Albertinasammlung, dem Währinger Bezirksmuseum und dem Künstlerhaus Wien. Sie war bei den Ausstellungen des Künstlerhauses 1917, des Vereins Bildender Künstlerinnen Wien 1927, der Secession 1928, und der niederösterreichischen Landeskunstausstellung 1936 vertreten.